# Skywalker Ranch
De Skywalker Ranch is de werkplaats van de Amerikaanse filmregisseur en -producer George Lucas in een afgelegen maar open gebied nabij Nicasio in Marin County (Californië). De ranch bevindt zich aan de Lucas Valley Road (die echter niet naar George Lucas is vernoemd), maar valt niet op vanaf de weg.
Lucas kocht de ranch stukje per stukje bijeen vanaf 1978. Het domein dient vooral als toevluchtsoord voor Lucas; de hoofdzetel van Lucas Film bevindt zich in San Francisco. Lucas leeft ook niet op de ranch. Er bevinden zich meerdere gebouwen op het domein. Er is een boerderij, restaurant, observatorium, openluchtzwembad, fitnesscentrum en meerdere theater- en filmzalen. Skywalker Sound bezet ook een van de gebouwen. In het hoofdgebouw is er een bedrijfsbibliotheek. Er is zelfs een eigen brandweerkazerne.

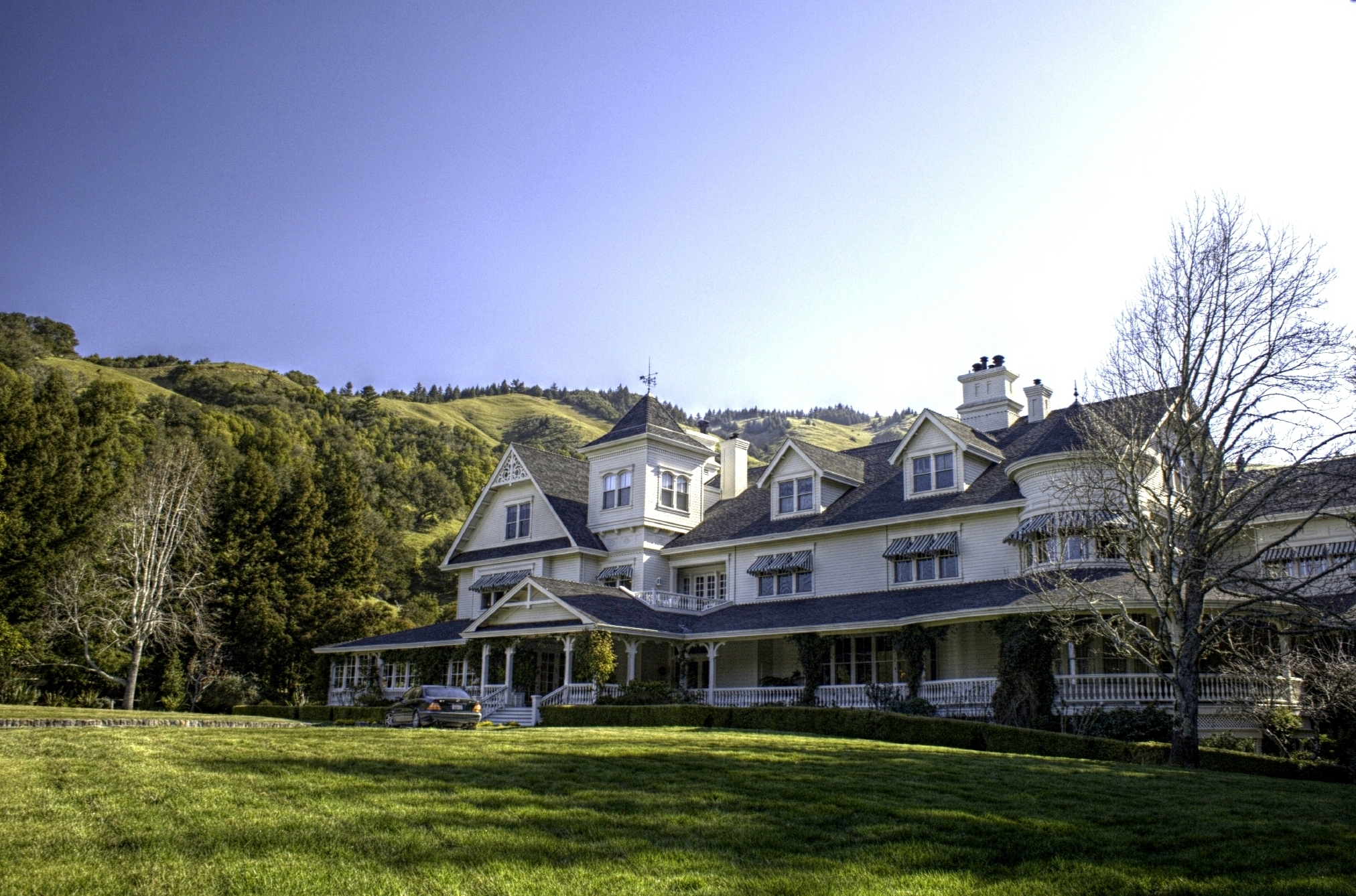
Hoofdgebouw
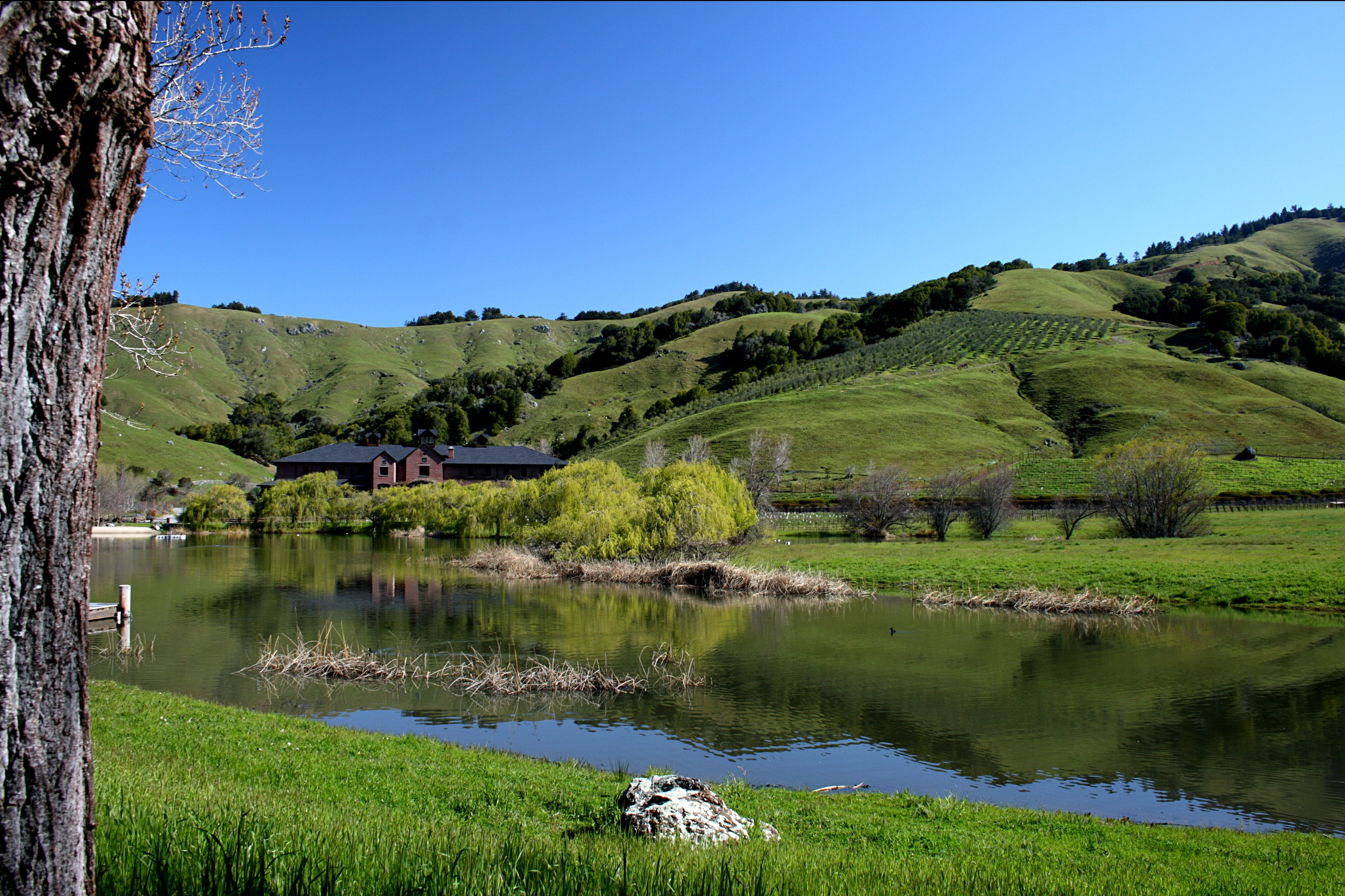
Vijver op het domein